# بنجامين هارون
بنجامين هارون (بالإنجليزية: Benjamin Aaron)‏ هو محامي أمريكي، ولد في 2 سبتمبر 1915 في شيكاغو في الولايات المتحدة، وتوفي في 25 أغسطس 2007 في لوس أنجلوس في الولايات المتحدة.